# Jean Brachet
Jean Louis Auguste Brachet (* 19. März 1909 in Etterbeek; † 10. August 1988) war ein belgischer Biochemiker. Er ist bekannt für die Entdeckung der fundamentalen Rolle der RNA in der Zelle und für biochemische Untersuchungen zur Morphogenese.

## Leben
Brachet studierte Medizin an der Université Libre de Bruxelles, an der schon sein Vater Albert Brachet (1869–1930) als Professor für Embryologie  wirkte, mit dem Abschluss 1934. Danach forschte er an der Universität Cambridge, der Princeton University und verschiedenen Laboratorien für Meeresbiologie (Sète, Roscoff, Neapel, Woods Hole). Er war ab 1938 Professor für Biologie an der Freien Universität Brüssel und Forschungsdirektor am Internationalen Labor für Genetik und Biophysik in Neapel.
Er ist bekannt für Entdeckungen zur wichtigen Rolle der Ribonukleinsäure (RNA) in Zellen. 1933 zeigte er, dass DNA in Chromosomen im Zellkern vorkommt, RNA dagegen im Zytoplasma aller Zellen. Unabhängig von Torbjörn Caspersson zeigte er die Rolle der RNA bei der Proteinsynthese. Er leistete auch wesentliche Beiträge zur Zelldifferenzierung. Zum Beispiel zeigte er, dass vor der Differenzierung der Zelle neue Ribosomen gebildet werden und große Mengen m-RNA. Er entwickelte zusammen mit Adrienne Ficq  eine leistungsfähige Methode der Zyto-Autoradiographie.
1961 erhielt er die Schleiden-Medaille, 1967 den H.P.-Heineken-Preis für Biochemie und Biophysik, 1969 den Prix Charles-Léopold Mayer und 1948 den Francqui-Preis. 1961 wurde er als korrespondierendes Mitglied in die Académie royale des Sciences, des Lettres et des Beaux-Arts de Belgique aufgenommen, ab 1966 war er ordentliches Mitglied. 1959 wurde er in die American Academy of Arts and Sciences gewählt, im Jahr 1962 zum Mitglied der Gelehrtenakademie Leopoldina, 1964 der National Academy of Sciences. 1959 wurde er Ehrenmitglied (Honorary Fellow) der Royal Society of Edinburgh 1966 wurde er auswärtiges Mitglied der Royal Society und 1974 Mitglied der Académie des sciences.
Seine Tochter Lise Brachet schrieb seine Biographie.

## Schriften
- Biochemical Cytology, Academic Press 1957
- The Biochemistry of Development, Pergamon Press 1960
- The Biological Role of Ribonucleic Acids, Elsevier 1960
- Chemical Embryology, Interscience, New York, 1950, Hafner 1968 (französisch Paris, Masson 1944)
- Introduction to molecular embryology, Springer 1974